# Moulins-Saint-Hubert
Moulins-Saint-Hubert è un comune francese di 181 abitanti situato nel dipartimento della Mosa nella regione del Grand Est.

## Società

### Evoluzione demografica
Abitanti censiti